# خافور (سلطان أباد)
خافور (بالفارسية: خافور) هي منطقة سكنية تقع في إيران في قسم سلطان أباد الريفي. يقدر عدد سكانها بـ 94 نسمة .